# Alfred Elton van Vogt

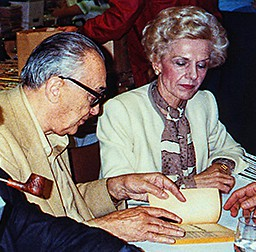
Alfred Elton van Vogt und seine Frau Lydia (1981)

Unterschrift von A. E. van Vogt

Alfred Elton van Vogt – häufig abgekürzt als A. E. van Vogt – (* 26. April 1912 in Winnipeg, Manitoba; † 26. Januar 2000 in Hollywood, Kalifornien) war ein US-amerikanischer Science-Fiction-Autor kanadischer Herkunft.

## Leben
Van Vogt, der nie studiert hatte, ging verschiedenen Jobs nach und begann nebenher zu schreiben. Zunächst verfasste er Hörspiele, melodramatische Kurzgeschichten und Kriminalromane. Mit A Miracle in My Life gewann er 1935 einen mit 1.000 $ dotierten Preis des Magazins True Story Magazine. Seine erste Science-Fiction-Kurzgeschichte Black Destroyer erschien im Juli 1939 im SF-Magazin Astounding Science Fiction. Durch die gute Zusammenarbeit mit dem Herausgeber John W. Campbell konnte van Vogt verschiedene Kurzgeschichten und Romane veröffentlichen.
Van Vogt heiratete 1939 Edna Mayne Hull († 1975). Die beiden ließen sich 1944 in Hollywood (USA) nieder. Van Vogt wurde 1952 US-amerikanischer Staatsbürger. Nach dem Tod seiner ersten Frau 1975 heiratete er 1979 Lydia Brayman. Er erkrankte in den 1990er Jahren an Alzheimer und verstarb am 26. Januar 2000 in Hollywood im Alter von 87 Jahren.

## Werk
Van Vogts Werke charakterisiert meist der Kampf von geistig überlegenen Einzelgängern, die durch Mutation oder Ähnliches parapsychische Fähigkeiten bis hin zu übermenschlichen sogenannten „Superkräften“ entwickelt haben und als Fremdkörper von der Gesellschaft ausgestoßen wurden. Sein erster großer Erfolg wurde der Roman Slan (1940). Er bildete eine der Grundlagen für die Heilsbewegung der Dianetics, die der seinerzeit mit Van Vogt befreundete L. Ron Hubbard zu Beginn der 1950er Jahre in den USA ins Leben rief.
Nach dem Zweiten Weltkrieg wandte Van Vogt sich neuen Themen zu. Er war insbesondere an der Idee fachgebietsübergreifender Wissenssysteme interessiert. Schon die Charaktere seiner ersten SF-Kurzgeschichte Black Destroyer benutzen ein solches System, Nexialismus genannt, in dem Wissenschaftszweige vernetzt werden, um das Verhalten von Aliens zu analysieren. Van Vogt begann, sich mit der Allgemeinen Semantik Alfred Korzybskis zu beschäftigen. Daraufhin schrieb er zunächst zwei Romane, in denen er diese Themen verarbeitete: The World of Ā und The Players of Ā in den späten 1940ern, gefolgt von einem Spätwerk Ā Three in den frühen 1980ern. Ā, Null-A oder nonaristotelische Logik bezieht sich auf die Fähigkeit der Nutzung intuitiven, eigenständigen Verstehens im Gegensatz zur blinden Anwendung angelernter deduktiver Logik.
Als Co-Autor (zusammen mit Charles Edward Cooke) wirkte er 1956 an dem Sachbuch The Hypnotism Handbook mit, einem Leitfaden über Hypnose-Techniken. Als Hubbard seine Scientology-Sekte aufbaute, distanzierte van Vogt sich nach und nach von ihm und der Organisation. Ende der 1950er Jahre wandte er sich wieder stärker der SF zu, konnte jedoch an seine früheren Erfolge zumindest in den USA nicht mehr anknüpfen.
Weiter beeinflussten van Vogt Informationen über totalitäre Systeme, die sich nach dem Zweiten Weltkrieg in Europa und Asien entwickelten. Er schrieb den Propaganda-Roman The Violent Man (1962), der im revolutionären China dieser Zeit spielt und Gehirnwäsche (brainwashing) thematisiert. Laut seinen Angaben hat er für Recherchen zu diesem Buch mehr als 100 Werke über China gelesen.
Die Episode Ungeheuer an Bord (Discord in Scarlet) aus dem Roman Weltraum-Expedition der Space Beagle diente als Vorlage für den Film Alien – Das unheimliche Wesen aus einer fremden Welt (Ridley Scott, 1979). Van Vogt begann in den 1980er Jahren einen entsprechenden Rechtsstreit und erhielt durch einen Vergleich 50.000 Dollar zugesprochen.

## Auszeichnungen
- 1972: Forry Award für das Lebenswerk
- 1980: Aurora Award für das Lebenswerk
- 1996: Aufnahme in die Science Fiction Hall of Fame
- 1996: SFWA Grand Master Award für das Lebenswerk
- 1996: Worldcon Special Convention Award, Sonderpreis für das Lebenswerk
- 2005: Prometheus Award Hall of Fame für den Roman The Weapon Shops of Isher
- 2016: Retro Hugo Award für den Roman Slan (1940)

## Bibliografie
Sind bei den Originalausgaben zwei Erscheinungsjahre angegeben, so ist das erste das des Erstdrucks und das zweite das der Erstausgabe (als Buch).
Wird bei Kurzgeschichten als Quelle nur Titel und Jahr angegeben, so findet sich die vollständige Angabe bei der entsprechenden Sammelausgabe.

### Serien
Die Serien sind nach dem Erscheinungsjahr des ersten Teils geordnet.
Space Beagle
- Black Destroyer (1939, Kurzgeschichte)
  - Deutsch: Der schwarze Zerstörer. Übersetzt von Kurt Mahr. In: Isaac Asimov, Martin H. Greenberg (Hrsg.): Die besten Stories von 1939. Moewig (Playboy Science Fiction #6727), 1982, ISBN 3-8118-6727-X. Auch als: Der schwarze Zerstörer. Übersetzt von Irene Holicki. In: James Gunn (Hrsg.): Von Huxley bis Heinlein. Heyne (Bibliothek der Science Fiction Literatur #93), 1988, ISBN 3-453-00964-9. Auch als: Schwarzer Verheerer. In: Die Expedition der ‚Space Beagle‘. 1992.
- Discord in Scarlet (1939, Kurzgeschichte)
  - Deutsch: Ungeheuer an Bord. Pabel (Terra Taschenbuch #195), 1972. Auch als: Misston in Scharlach. In: Die Expedition der ‚Space Beagle‘. 1992.
- M 33 in Andromeda (1943, Kurzgeschichte)
  - Deutsch: Die Anabis. Pabel (Terra Taschenbuch #195), 1972. Auch als: M 33 im Sternbild Andromeda. In: Die Expedition der ‚Space Beagle‘. 1992.
- The Voyage of the Space Beagle (1950, auch als Mission: Interplanetary, 1952)
  - Deutsch: Unternehmen Milchstraße. Übersetzt von Jesco von Puttkamer. Pabel (Utopia Grossband #50), 1955. Auch als: Weltraum-Expedition der Space Beagle. Übersetzt von Jesco von Puttkamer. AWA (Astron-Bücherei), 1961. Auch als: Heyne Science Fiction & Fantasy #3047, 1965. Auch als: Die Expedition der „Space Beagle“. Das Beste (Unterwegs in die Welt von Morgen #107), 1988, ISBN 3-87070-312-1 (Doppelausgabe zusammen mit John Wyndham: Die Triffids). Auch als: Die Expedition der Space Beagle. Heyne (Meisterwerke der Science Fiction), 2018, ISBN 978-3-453-31952-3.
- War of Nerves (1950, Kurzgeschichte)
  - Deutsch: Nervenkrieg. 1992.

Deutsche Sammlung der Kurzgeschichten:
- Die Expedition der ‚Space Beagle‘. Roman in vier Erzählungen, nach der Urfassung erstmals übersetzt, mit einem Bildteil zur Publikationsgeschichte sowie einem Vorwort und einen Nachwort versehen, herausgegeben von Rainer Eisfeld. Heyne (Bibliothek der Science Fiction Literatur #83), 1992, ISBN 3-453-05025-8.

Rull
- The Gryb (1940, auch als Repetition, Kurzgeschichte)
  - Deutsch: Ewige Wiederkehr. In: Walter Ernsting (Hrsg.): Utopia-Sonderband, #2. Pabel, 1956. Auch als: Der Gryb. In: Der große Galaktiker. 1973.
- Co-Operate – Or Else! (1942, Kurzgeschichte)
- The Second Solution (1942, Kurzgeschichte)
- The Rull (1948, Kurzgeschichte)
  - Deutsch: Der wunde Punkt. In: Walter Ernsting (Hrsg.): Utopia Science Fiction Magazin, #5. Pabel, 1956.
- The Sound (1949, Kurzgeschichte)
- The Green Forest (1949, Kurzgeschichte)
  - Deutsch: Im Dschungel von Mira II. In: Sam Moskowitz (Hrsg.): Die Gesichter der Zukunft. Pabel (Terra Taschenbuch #220), 1973.
- The War Against the Rull (1959)
  - Deutsch: Der Krieg gegen die Rull. Heyne Allgemeine Reihe #254, 1963.
- The First Rull (1978, Kurzgeschichte)
  - Deutsch: Der erste Rull. In: Das Zeitpendel. 1979.

Slan
- 1 Slan (1940, 1946)
  - Deutsch: Slan. Übersetzt von Jesco von Puttkamer. Moewig (Terra Sonderband #13), 1959. Auch als: Slan. Übersetzt von Wulf H. Bergner. Heyne Science Fiction & Fantasy #3094, 1967.
- 2 Slan Hunter (2006, 2007, mit Kevin J. Anderson)
- Slan & Slan Hunter (2007, Sammelausgabe von 1 und 2, mit Kevin J. Anderson)

Artur Blord (mit E. Mayne Hull)
- Abdication (1943, auch als The Invisibility Gambit, 1971, Kurzgeschichte)
  - Deutsch: Das Unsichtbarkeits-Gambit. In: Der große Galaktiker. 1973.
- Planets for Sale (1954)
  - Deutsch: Sterne der Macht. Pabel (Utopia Grossband #42), 1956.

Mixed Men
- Concealment (1943, Kurzgeschichte)
  - Deutsch: Versteck. In: Brian W. Aldiss, Wolfgang Jeschke (Hrsg.): Titan 20. Heyne Science Fiction & Fantasy #3991, 1983, ISBN 3-453-30926-X.
- The Storm (1943, Kurzgeschichte)
  - Deutsch: Der Sturm. In: Isaac Asimov, Martin H. Greenberg (Hrsg.): Die besten Stories von 1943. Moewig (Playboy Science Fiction #6724), 1982, ISBN 3-8118-6724-5.
- The Mixed Men (1945, Kurzgeschichte)
- Lost: Fifty Suns (1952, Kurzgeschichte)
- The Mixed Men (1952, auch als Mission to the Stars, 1955)
  - Deutsch: Das Reich der fünfzig Sonnen. Moewig (Terra Sonderband #8), 1958.

Pendrake
- The Great Engine (1943, Kurzgeschichte)
- The Beast (1943, Kurzgeschichte)
- The Changeling (1944, Kurzgeschichte)
- The Beast (1963, auch als Moonbeast, 1969)
  - Deutsch: Die Bestie. Moewig (Terra Taschenbuch #137), 1968; auch: Die Bestie. Moewig (Utopia-Classics #86), 1986, ISBN 3-8118-5032-6

Null-A
- 1 The World of Null-A (1945, auch als The World of Ā, 1948)
  - Deutsch: Welt der Null-A. Übersetzt von Armin von Eichenberg. Balowa / Gebrüder Zimmermann (Balowa Bestseller des Kosmos), 1958. Auch als: Welt der Null-A. Übersetzt von Walter Brumm. Heyne Science Fiction & Fantasy #3117, 1968. Auch als: Welt der Null-A. In: Null-A. Ein Zyklus in 3 Romanen. 1986.
- 2 The Pawns of Null-A (1948 als The Players of Ā, 1956 als The Pawns of Null-A, auch als The Players of Null-A, 1966)
  - Deutsch: Kosmischer Schachzug. Übersetzt von Armin von Eichenberg. Balowa / Gebrüder Zimmermann (Balowa Bestseller des Kosmos), 1958. Auch als: Kosmischer Schachzug. Übersetzt von Walter Brumm. Heyne Science Fiction & Fantasy #3119, 1968. Auch als: Die kosmischen Schachspieler. In: Null-A. Ein Zyklus in 3 Romanen. 1986.
- 3 Null-A Three (1985)
  - Deutsch: Der dritte Gosseyn. In: Null-A. Ein Zyklus in 3 Romanen. 1986.
- Null-A. Ein Zyklus in 3 Romanen. Ungekürzte, überarbeitete Übersetzung von Rainer Eisfeld (Erstübersetzung unter dem Pseudonym Armin von Eichenberg). Bibliothek der Science Fiction Literatur #58, 1986 (Sammelausgabe von 1–3).

Centaurus
- Centaurus II (1947, Kurzgeschichte)
- Rogue Ship (1950, auch als The Twisted Men, 1964, Kurzgeschichte)
  - Deutsch: Das verhexte Schiff. In: Bert Koeppen (Hrsg.): Utopia-Magazin 19. Pabel, 1958.
- The Expendables (1963, Kurzgeschichte)
  - Deutsch: Rebellion im Sternenschiff. In: Das Monster und andere Stories. 1964. Auch als: Die Entbehrlichen. In: Ungeheuer an Bord. 1972.
- Rogue Ship (1965)
  - Deutsch: Das unheimliche Raumschiff. Übersetzt von Wulf H. Bergner. Heyne (Heyne Science Fiction & Fantasy #3076) 1966. Auch als: Das unheimliche Raumschiff. Übersetzt von Thomas Schlück. Hohenheim (Edition SF im Hohenheim Verlag), 1983, ISBN 3-8147-0032-5.

Weapon Shops of Isher
- 1 The Weapon Shops of Isher (1951)
  - Deutsch: Die Waffenhändler von Isher. Übersetzt von Lothar Heinecke. Moewig (Terra Sonderband #35), 1960. Auch als: Die Waffenhändler von Isher. Übersetzt von Wulf H. Bergner. Heyne Science Fiction & Fantasy #3100, 1967. Auch als: Die Waffenhändler von Isher. (Unterwegs in die Welt von Morgen #139), 1994, ISBN 3-87070-479-9 (Doppelausgabe zusammen mit Wolfgang Jeschke: Midas).
- 2 The Weapon Makers (1943, 1947, auch als One Against Eternity, 1955)
  - Deutsch: Die Waffenschmiede von Isher. Übersetzt von Lothar Heinecke. Moewig (Terra Sonderband #36), 1960. Auch als: Die Waffenschmiede von Isher. Übersetzt von Wulf H. Bergner. Heyne Science Fiction & Fantasy #3102, 1967, ISBN 3-453-30572-8. Auch als: Die Waffenschmiede. Übersetzt von Rainer Eisfeld. Heyne (Bibliothek der Science Fiction Literatur #73) 3-453-03121-0 1989. Auch als: Die Waffenschmiede von Isher. (Unterwegs in die Welt von Morgen #145), 1995, ISBN 3-87070-557-4 (Doppelausgabe zusammen mit William Voltz: Die Tote Stadt).
- The Seesaw (1941, Kurzgeschichte)
  - Deutsch: Die Schaukel. Übersetzt von Eva Malsch. In: Isaac Asimov (Hrsg.): Die besten Stories von 1941. Moewig (Playboy Science Fiction #6713), 1981. Auch als: Die Wippe. Übersetzt von Rainer Eisfeld. In: Ischer. 1989.
- The Weapon Shop (1942, auch als The Weapons Shop, 1946, Kurzgeschichte)
  - Deutsch: Der Waffenladen. Übersetzt von Bernd W. Holzrichter. In: Robert Silverberg, Wolfgang Jeschke (Hrsg.): Titan 7. Heyne Science Fiction & Fantasy #3579, 1978, ISBN 3-453-30474-8. Auch als: Der Waffenladen. Übersetzt von Bernd W. Holzrichter. In: Robert Silverberg (Hrsg.): Science Fiction Hall of Fame 1: Die besten Storys 1934–1948. Golkonda, 2016, ISBN 978-3-944720-55-5. Auch als: Der Waffenladen. Übersetzt von Rainer Eisfeld. In: Ischer. 1989.
- The Weapon Shops of Isher (1949, Kurzgeschichte)
  - Deutsch: Die Waffenläden von Ischer. Übersetzt von Rainer Eisfeld. In: Ischer. 1989.
- The Weapon Shops of Isher and The Weapon Makers (1979, Sammelausgabe von 1 und 2, auch als The Empire of Isher, 2000)

Deutsche Sammelausgabe:
- Ischer. Ein Zyklus in zwei Romanen und zwei Erzählungen, nach der Urfassung erstmals vollständig übersetzt, mit einem Bildteil zur Publikationsgeschichte sowie einem Vorwort und einen Nachwort versehen, herausgegeben von Rainer Eisfeld. Heyne (Bibliothek der Science Fiction Literatur #73), 1989, ISBN 3-453-03121-0.

Clane
- 1 Empire of the Atom (1957)
  - Deutsch: Das Erbe des Atoms. Übersetzt von Rainer Eisfeld. Balowa / Gebrüder Zimmermann (Balowa Bestseller des Kosmos) 1959. Auch als: Das Erbe des Atoms. Übersetzt von Walter Brumm. Pabel (Terra Taschenbuch #265) 1975. Auch als: Erbe des Atoms. Übersetzt von Bernd Müller. In: Das Atom-Imperium. 1983.
- 2 The Wizard of Linn (1950, 1962)
  - Deutsch: Der Zauberer von Linn. Übersetzt von Walter Ernsting. Moewig (Terra Sonderband #43), 1961. Auch als: Der Zauberer von Linn. Übersetzt von Walter Ernsting and Rosemarie Ott. Pabel (Terra Taschenbuch #268), 1975. Auch als: Der Zauberer von Linn. Übersetzt von Bernd Müller. In: Das Atom-Imperium. 1983.
- A Son Is Born (1946, Kurzgeschichte)
- Child of the Gods (1946, Kurzgeschichte)
- Hand of the Gods (1946, Kurzgeschichte)
- Home of the Gods (1947, Kurzgeschichte)
- The Barbarian (1947, Kurzgeschichte)
- Empire of the Atom / The Wizard of Linn (1963, Sammlung von 1 und 2)
  - Deutsch: Das Atom-Imperium. Bastei Lübbe Science Fiction Special #24045, 1983, ISBN 3-404-24045-6.

The Silkie
- The Silkie (1964, Kurzgeschichte)
  - Deutsch: Achtung, Supermann! In: Arnulf D. Krauß, Helmuth W. Mommers (Hrsg.): 7 Science Fiction-Stories. Heyne (Heyne-Anthologien #17), 1966.
- Silkies in Space (1966, Kurzgeschichte)
- Enemy of the Silkies (1967, Kurzgeschichte)
- The Silkie (1969)
  - Deutsch: Die Veränderlichen. Heyne Science Fiction & Fantasy #3199, 1970. Auch als: Der Silkie. In: Ausserirdische und andere Wesen. 1988.

### Romane
- The Book of Ptath (1943, 1947, auch als Two Hundred Million A. D., 1964, auch als Ptath, 1976)
  - Deutsch: 200 Millionen Jahre später. Moewig (Terra Taschenbuch #104), 1965.
- The Winged Man (1944, 1966, mit E. Mayne Hull)
  - Deutsch: Im Reich der Vogelmenschen. Moewig (Terra Taschenbuch #121), 1967. Auch als: Pabel (Utopia Classics #19), 1980.
- The House That Stood Still (1950, auch als The Mating Cry, 1960, auch als The Undercover Aliens, 1976)
  - Deutsch: Das Haus der Unsterblichen. Pabel (Utopia Zukunft #326), 1967. Auch als: Haus der Unsterblichkeit. In: Ausserirdische und andere Wesen. 1967.
- The Universe Maker (1953)
  - Deutsch: Die Schatten. Pabel (Utopia Grossband #48), 1957. Auch als: Moewig (Terra Extra #60), 1965. Auch als: Der Zeitspieler. Pabel (Terra Taschenbuch #292), 1977.
- The Mind Cage (1957)
  - Deutsch: Das andere Gesicht. Dörnersche Verlagsgesellschaft, 1959. Auch als: Moewig (Terra #265), 1963. Auch als: Die Denkmaschine. Übersetzt von Tony Westermayr. Goldmann (Goldmanns Zukunftsromane #42), 1963. Auch als: Die Denkmaschine. Übersetzt von Bernd Müller. In: Meister der Zukunft. 1985.
- The Violent Man (1962)
- Children of Tomorrow (1970)
  - Deutsch: Kinder von morgen. Heyne Science Fiction & Fantasy #3278, 1972.
- Quest for the Future (1970)
  - Deutsch: Palast der Unsterblichkeit. In: Meister der Zukunft. 1985.
- The Battle of Forever (1971)
  - Deutsch: Kampf um die Ewigkeit. Pabel (Terra Taschenbuch #190), 1972.
- The Darkness on Diamondia (1972)
  - Deutsch: Chaos über Diamantia. Pabel (Terra Taschenbuch #208), 1973.
- Future Glitter (1973, auch als Tyranopolis, 1977)
  - Deutsch: Das Gedankenfenster. Bastei Lübbe Science Fiction Bestseller #22004, 1978, ISBN 3-404-01086-8.
- The Secret Galactics (1974, auch als Earth Factor X, 1976)
- The Man with a Thousand Names (1974)
  - Deutsch: Mann der tausend Namen. Pabel (Terra Taschenbuch #271), 1976.
- Supermind (1977)
  - Deutsch: Intelligenzquotient 10.000. Pabel (Terra Taschenbuch #302), 1978.
- The Anarchistic Colossus (1977)
- Renaissance (1979)
  - Deutsch: Die Unterdrückten. Ullstein Science Fiction & Fantasy #31041 3-548-31041-9 1982.
- Cosmic Encounter (1979)
  - Deutsch: Zeitstop 1704. Pabel (Terra Taschenbuch #334), 1980. Auch als: Metamorphosen. Ullstein Science Fiction & Fantasy #31157, 1987, ISBN 3-548-31157-1.
- Computerworld (1983, auch als Computer Eye, 1985)

### Sammlungen
- Out of the Unknown (1948, auch als The Sea Thing and Other Stories, 1970, mit E. Mayne Hull)
- Masters of Time (1950)
- Away and Beyond (1952)
- Destination: Universe! (1952)
- The Twisted Men (1964)
- Monsters (1965, auch als The Blal, 1976)
- The Far-Out Worlds of A. E. van Vogt (1968)
  - Deutsch: Der erste Marsianer. Pabel (Terra Taschenbuch #186), 1971.
- The Proxy Intelligence and Other Mind Benders (1971)
  - Deutsch: Der große Galaktiker. Pabel (Terra Taschenbuch #223), 1973.
- M 33 in Andromeda (1971)
  - Deutsch: Ungeheuer an Bord. Pabel (Terra Taschenbuch #195), 1972.
- More Than Superhuman (1971)
  - Deutsch: Die Zeit der Androiden. Pabel (Terra Taschenbuch #217), 1973.
- The Book of van Vogt (1972, auch als Lost: Fifty Suns, 1979)
- The Three Eyes of Evil and Earth’s Last Fortress (1973, auch als Earth’s Last Fortress and The Three Eyes of Evil)
- The Worlds of A. E. van Vogt (1974)
- The Best of A. E. van Vogt (1974)
- The Gryb (1976)
- The Best of A. E. van Vogt (1976)
- The Universe Maker (1977)
- Pendulum (1978)
  - Deutsch: Das Zeitpendel. Pabel (Terra Taschenbuch #314), 1979.
- Futures Past: The Best Short Fiction of A. E. van Vogt (1999)
- Transfinite: The Essential A. E. van Vogt (2003)
- Transgalactic (2006)

Deutsche Zusammenstellungen:
- Das Absolutum. Balowa / Gebrüder Zimmermann (Balowa Bestseller des Kosmos), 1961. Auch als: Moewig (Terra #237), 1962.
- Das Monster und andere Stories. Moewig (Terra #350), 1964.
- Bis in die Unendlichkeit. Moewig (Terra Sonderband #91), 1964.
- Meister der Zukunft. Bastei Lübbe Science Fiction Special #24077, 1985, ISBN 3-404-24077-4.
- Ausserirdische und andere Wesen. Bastei Lübbe Science Fiction Bestseller #22112, 1988, ISBN 3-404-22112-5.

### Kurzgeschichten
- The Sea Thing (1940)
- Vault of the Beast (1940)
  - Deutsch: Das Gewölbe des Ungeheuers. Übersetzt von Jesco von Puttkamer. Balowa / Gebrüder Zimmermann (Balowa Bestseller des Kosmos), 1961. Auch als: Moewig (Terra #237), 1962. Auch als: Der Turm der Bestie. Übersetzt von Eva Malsch. In: Isaac Asimov, Martin H. Greenberg (Hrsg.): Die besten Stories von 1940. Moewig (Playboy Science Fiction #6711), 1980, ISBN 3-8118-6711-3.
- Not the First (1941)
- Masters of Time (1942, auch als Recruiting Station, auch als Earth’s Last Fortress, 1960)
  - Deutsch: Beherrscher der Zeit. Pabel (Utopia Grossband #125, 1960). Auch als: Beherrscher der Zeit. Übersetzt von Lore Straßl. Pabel (Terra Taschenbuch #299), 1978.
- Asylum (1942)
  - Deutsch: Asyl. Übersetzt von Jesco von Puttkamer. In: Das Absolutum. 1961. Auch als: Asyl. Übersetzt von Eva Malsch. In: Isaac Asimov, Martin H. Greenberg (Hrsg.): Die besten Stories von 1942. Moewig (Playboy Science Fiction #6717), 1981, ISBN 3-8118-6717-2.
- Secret Unattainable (1942)
  - Deutsch: Unerreichbares Geheimnis. In: Isaac Asimov, Martin H. Greenberg, Joseph Olander (Hrsg.): Sternenpost: 3. Zustellung. Moewig (Playboy Science Fiction #6735), 1984, ISBN 3-8118-6735-0.
- The Ghost (1942)
- Not Only Dead Men (1942)
  - Deutsch: Nicht nur Tote schweigen! In: Bis in die Unendlichkeit. 1964.
- Rebirth: Earth (1942, auch als The Flight That Failed, mit E. Mayne Hull)
  - Deutsch: Geschichtskorrektur. In: Der große Galaktiker. 1973.
- The Search (1943)
  - Deutsch: Die Suche nach dem Gedächtnis. In: Bis in die Unendlichkeit. 1964.
- Concealment (1943)
  - Deutsch: Versteck. Übers. von Heinz Nagel. In: Brian W. Aldiss & Wolfgang Jeschke (Hrsg.): Titan 20. Heyne Science Fiction & Fantasy #3991, 1982, ISBN 3-453-30926-X.
- The Witch (1943)
  - Deutsch: Die Hexe. In: Günter M. Schelwokat (Hrsg.): 11 Hexen-Stories. Heyne (Heyne-Anthologien #37), 1973.
- Far Centaurus (1944)
  - Deutsch: Terra – Alpha Centauri und zurück. Übersetzt von Walter Ernsting. In: Walter Ernsting (Hrsg.): Utopia Science Fiction Magazin. Pabel, 1956. Auch als: Der ferne Centaurus. Übersetzt von Uwe Anton. In: Charles G. Waugh, Martin Harry Greenberg, Isaac Asimov (Hrsg.): Sternenschiffe (2). Ullstein Science Fiction & Fantasy #31145, 1987, ISBN 3-548-31145-8.
- The Rulers (1944)
  - Deutsch: Die Herren der Welt. In: Das Monster und andere Stories. 1964.
- Juggernaut (1944)
- A Can of Paint (1944)
  - Deutsch: Ein Topf voll Farbe. In: Walter Ernsting (Hrsg.): Utopia Science Fiction Magazin, #8. Pabel, 1957. Auch als: Eine Dose Farbe. In: Meister der Zukunft. 1985.
- The Harmonizer (1944)
- The Purpose (1945)
  - Deutsch: Die Zukunftsforscher. In: Der erste Marsianer. 1971.
- Heir Unapparent (1945, auch als Heir Apparent)
  - Deutsch: Die Schreckenswaffe. Übersetzt von Thomas Schlück. In: Walter Spiegl (Hrsg.): Science-Fiction-Stories 72. Ullstein 2000 #144 (3487), 1978, ISBN 3-548-03487-X. Auch als: Der alte Diktator. In: Ungeheuer an Bord. 1972.
- Film Library (1946)
  - Deutsch: Die Lücke in der Zeit. Übersetzt von Thomas Schlück. In: Walter Spiegl (Hrsg.): Science-Fiction-Stories 71. Ullstein 2000 #141 (3458), 1978, ISBN 3-548-03458-6. Auch als: Filmbibliothek. Übersetzt von Andreas Brandhorst. In: Josh Pachter (Hrsg.): Top Science Fiction. Heyne Science Fiction & Fantasy #4352, 1987, ISBN 3-453-00431-0.
- Siege of the Unseen (1946, auch als The Chronicler, auch als The Three Eyes of Evil, 1973)
  - Deutsch: Der Mann mit dem dritten Auge. Moewig (Terra Sonderband #61), 1962.
- Defense (1947, auch als Defence)
  - Deutsch: Verteidigung. In: Walter Ernsting (Hrsg.): Utopia Science Fiction Magazin, #7. Pabel, 1957.
- The Cataaaaa (1947)
- Ship of Darkness (1948)
  - Deutsch: Die Schwelle zur Ewigkeit. Übersetzt von H. W. Mommers und A. D. Krauß. In: Bis in die Unendlichkeit. 1964. Auch als: Das Schiff aus der Dunkelheit. In: Der erste Marsianer. 1971. Auch als: Schiff der Dunkelheit. Übersetzt von Ullrich Kiesow. In: Abenteuer Weltraum 2. Bastei Lübbe Science Fiction Special #24051, 1984, ISBN 3-404-24051-0. Auch in: Meister der Zukunft. 1985.
- The Great Judge (1948)
  - Deutsch: Richte nicht, auf daß du nicht gerichtet werdest. In: Isaac Asimov, Martin Harry Greenberg, Joseph D. Olander (Hrsg.): Feuerwerk der SF. Goldmann (Edition ’84: Die positiven Utopien #8), 1984, ISBN 3-442-08408-3.
- Resurrection (1948, auch als The Monster)
  - Deutsch: Wiedererweckung. Übersetzt von Otto Schrag. In: Gotthard Günther (Hrsg.): Überwindung von Raum und Zeit. Rauch (Rauchs Weltraum-Bücher #3), 1952. Auch als: Das Monster. Übersetzt von Helmuth W. Mommers. In: Das Monster und andere Stories. 1964. Auch als: Das Monster. Übersetzt von Ulrich Kiesow. In: Meister der Zukunft. 1985.
- Dormant (1948)
  - Deutsch: Die schlafende Bombe. In: Das Monster und andere Stories. 1964.
- Dear Pen Pal (1949, auch als Letter from the Stars, 1950)
  - Deutsch: Briefe von den Sternen. In: Walter Ernsting (Hrsg.): Utopia Science Fiction Magazin, #6. Pabel, 1957. Auch als: Lieber Brieffreund. Übersetzt von Eva Malsch. In: Isaac Asimov, Martin H. Greenberg, Joseph Olander (Hrsg.): Sternenpost: 1. Zustellung. Moewig (Playboy Science Fiction #6733), 1983, ISBN 3-8118-6733-4. Auch als: Lieber Brieffreund. Übersetzt von Ulrich Kiesow. In: Meister der Zukunft. 1985.
- The Earth Killers (1949)
  - Deutsch: Der Atomschlag. In: Der erste Marsianer. 1971.
- Project Spaceship (1949, auch als The Problem Professor, 1971)
- Final Command (1949)
  - Deutsch: Der letzte Befehl. In: Martin Greenberg (Hrsg.): Die Roboter und wir. Moewig (Terra Sonderband #50), 1962.
- The Shadow Men (1950)
- Enchanted Village (1950, auch als The Sands of Mars)
  - Deutsch: Das verzauberte Dorf. Übersetzt von Jesco von Puttkamer. In: Walter Ernsting (Hrsg.): Utopia Science Fiction Magazin, #3. Pabel, 1956. Auch als: Das verzauberte Dorf. Übersetzt von Helmuth W. Mommers und Arnulf D. Krauß. In: Bis in die Unendlichkeit. 1964. Auch als: Das verzauberte Dorf. Übersetzt von Ulrich Kiesow. In: Meister der Zukunft. 1985.
- Automaton (1950, auch als Dear Automaton, 1951)
- Process (1950)
  - Deutsch: Zögernde Erinnerung. Übersetzt von Helmuth W. Mommers und Arnulf D. Krauß. In: Bis in die Unendlichkeit. 1964. Auch als: Ein Prozeß. Übersetzt von Ulrich Kiesow. In: Meister der Zukunft. 1985.
- Haunted Atoms (1951)
- The Star-Saint (1951)
  - Deutsch: Der Sternenheilige. In: Der große Galaktiker. 1973.
- The First Martian (1951, auch als This Joe)
  - Deutsch: Der erste Marsianer. In: Der erste Marsianer. 1971.
- Fulfillment (1951)
  - Deutsch: Erfüllung. Übersetzt von Jesco von Puttkamer. In: Das Absolutum. 1961. Auch als: Erfüllung. In: Der erste Marsianer. 1971.
- Itself! (1963)
  - Deutsch: Itself, der König. In: Sam Moskowitz, Roger Elwood (Hrsg.): Der Robotspion. Heyne Science Fiction & Fantasy #3150, 1969.
- The Replicators (1965)
- Research Alpha (1965, mit James H. Schmitz)
  - Deutsch: Projekt Omega. In: Die Zeit der Androiden. 1973.
- The Ultra Man (1966)
  - Deutsch: Der Ultra-Mensch. In: Meister der Zukunft. 1985.
- The Proxy Intelligence (1968)
  - Deutsch: Der große Galaktiker. In: Der große Galaktiker. 1973.
- Him (1969)
- Laugh, Clone, Laugh (1969, mit Forrest J. Ackerman)
- Humans, Go Home! (1969)
- Carthing (1970)
- All the Loving Androids (1971)
  - Deutsch: Die Zeit der Androiden. In: Die Zeit der Androiden. 1973.
- The Human Operators (1971, mit Harlan Ellison)
  - Deutsch: Starfighter 31. In: Wulf H. Bergner (Hrsg.): Der verkaufte Planet. Heyne Science Fiction & Fantasy #3255, 1971. Auch als: Starfighter 31. In: Das Zeitpendel. 1979.
- The Rat and the Snake (1971)
  - Deutsch: Kommt immer auf den Standpunkt an … In: Isaac Asimov, Martin Harry Greenberg, Joseph D. Olander (Hrsg.): Feuerwerk der SF. Goldmann (Edition ’84: Die positiven Utopien #8), 1984, ISBN 3-442-08408-3.
- The Reflected Men (1971)
  - Deutsch: Die Doppelgänger. In: Die Zeit der Androiden. 1973. Auch als: Spiegelmenschen. Übersetzt von Ulrich Kiesow. In: Meister der Zukunft. 1985.
- Ersatz Eternal (1972)
- The Confession (1972)
  - Deutsch: Das Geständnis. In: Terra Science Fiction. Moewig (Terra Taschenbuch #350), 1982.
- The Sound of Wild Laughter (1972)
  - Deutsch: Der Klang irren Gelächters. In: Meister der Zukunft. 1985.
- The Timed Clock (1972)
- Don’t Hold Your Breath (1973)
- Future Perfect (1973)
  - Deutsch: Perfekte Zukunft. In: Meister der Zukunft. 1985.
- All We Have on This Planet (1974)
- Death Talk (1978)
- Footprint Farm (1978)
  - Deutsch: Grab, Tiffy, grab! In: Das Zeitpendel. 1979.
- Identity (1978)
- Living with Jane (1978)
  - Deutsch: Jane und die Androiden. In: Das Zeitpendel. 1979. Auch als: Ein Leben mit Jane. Übersetzt von Ulrich Kiesow. In: Meister der Zukunft. 1985.
- Pendulum (1978)
  - Deutsch: Das Zeitpendel. In: Das Zeitpendel. 1979. Auch als: Das Pendel. Übersetzt von Ulrich Kiesow. In: Meister der Zukunft. 1985.
- The Male Condition (1978)
- The Non-Aristotelian Detective (1978)
- Femworld (1979)
- The Dream of the Sorceress (1980)
- The Pandora Principle (1984, mit Brinke Stevens)
- The Brain (1985)
- Prologue to Freedom (1986)
- The Perfect Day (nicht erschienen)
  - Deutsch: Ein idealer Tag. In: Peter Wilfert (Hrsg.): Tor zu den Sternen. Goldmann Science Fiction #23400, 1981, ISBN 3-442-23400-X.

### Sachliteratur
- Tomorrow on the March (1946)
- Reflections of A. E. van Vogt (1975)